# Live Rare Remix Box
Live Rare Remix Box es un disco recopilatorio de los Red Hot Chili Peppers, lanzado en 1994 y que fue grabado entre 1991 y 1993. Este recopilatorio consta de un pack de tres CD, llamados individualmente Live, Rare y Remix. Este disco recopila los bonus tracks de los 5 singles del álbum "Blood Sugar Sex Magik" y canciones en directo de "Blood Sugar Sex Magik" y "Mother's Milk".

## Lista de canciones
Live Disc:
1. "Give It Away" (Live) – 3:43
2. "Nobody Weird Like Me" (Live) – 5:03
3. "Suck My Kiss" (Live) – 3:45
4. "I Could Have Lied" (Live) – 4:33

Rare Disc:
1. "Soul To Squeeze" – 4:50
2. "Fela's Cock" – 5:10
3. "Sikamikanico" – 3:25
4. "Search And Destroy" – 3:34

Remix Disc:
1. "Give It Away (12" Mix)" – 6:02
2. "Give It Away (Rasta Mix)" – 6:47
3. "If You Have To Ask (The Disco Krisco Mix)" – 7:32
4. "If You Have To Ask (Scott & Garth Mix)" – 7:12
5. "If You Have To Ask (The Friday Night Fever Blister Mix)" – 6:34

## Datos del disco
Fue uno de los discos recopilatorios de la banda menos vendidos, con unas 30.000 copias vendidas alrededor del mundo. No llegó a estar en ningún ranking de ventas, como otros recopilatorios, entre ellos, "Under the Covers", "The Abbey Road E.P." o "The Best Of The Red Hot Chili Peppers".